# Cofana perkinsi
Cofana perkinsi är en insektsart som beskrevs av George Willis Kirkaldy 1906. Cofana perkinsi ingår i släktet Cofana och familjen dvärgstritar. Inga underarter finns listade i Catalogue of Life.